# Sancaktepe
Sancaktepe és un districte d'Istanbul, Turquia, situat en la part anatòlia de la ciutat.

## Divisió administrativa

### Mahalleler
Abdurrahmangazi  ·  Akpınar  ·  Emek  ·  Eyüpsultan  ·  Fatih  ·  Ferhatpaşa  ·  İnönü  ·  Kemal Türkler  ·  Meclis  ·  Merve  ·  Mevlana  ·  Osmangazi  ·  Samandıra  ·  Safa  ·  Sarıgazi  ·  Veysel Karani  ·  Yenidoğan  ·  Yunus Emre